# Тлеуберди, Мухтар Бескенулы
Мухтар Бескенулы Тлеуберди (Тлеубердин) (каз. Мұхтар Бескенұлы Тілеуберді; 30 июня 1968, с. Аксу, Сайрамский район, Туркестанская область, Казахская ССР, СССР) — казахстанский государственный деятель. Министр иностранных дел Республики Казахстан (2019—2023).

## Биография
Родился 30 июня 1968 года в селе Аксу Чимкентской области Казахской ССР.
В 1990 году окончил в Алма-Ате факультет философии Казахский государственном университете им. С. М. Кирова (философ).
С 1993 года — Атташе, третий секретарь Управления стран Азии.
С 1996 года — Третий, второй секретарь Посольства Республики Казахстан в Республике Корея.
С 1999 года — Первый секретарь Департамента Азии, Ближнего Востока и Африки, начальник отдела Департамента двустороннего сотрудничества. Советник Государственного секретаря по международным вопросам в Администрации Президента Республики Казахстан.
С 2001 года — Советник Посольства Республики Казахстан в Государстве Израиль.
С 2003 года — Вице-Министр иностранных дел Республики Казахстан.
С 2004 года — Посол Казахстана в Малайзии.
С2005 года — Посол Казахстана в Республике Индонезия, Бруней Даруссаламе и Республике Филиппины по совместительству.
С 2009 года — Посол Казахстана в Швейцарии, Чрезвычайный и Полномочный Посол Республики Казахстан в Княжестве Лихтенштейн, Государстве Ватикан по совместительству.
С 2016 года — Первый заместитель Министра иностранных дел Республики Казахстан.
С 2019 года — Министр иностранных дел Республики Казахстан.
С 2022 года — Заместитель Премьер-Министра Республики Казахстан.

## Награды
- Орден «Парасат» (2020)[8].